# 랑림역
랑림역(狼林驛)은 조선민주주의인민공화국 자강도 랑림군 랑림읍에 있는 강계선의 종점인 철도역이다. 원래이름은 동문거리역(東門巨里驛)이었다. 1953년 동문거리가 랑림읍이 되었다.